# 桃井いちご
桃井 いちご（ももい いちご）は、日本の女性声優。主にアダルトゲームに声をあてている。AG-promotionに所属していたが、2012年3月からフリー。

## 人物
もともと芝居が好きだったが、アニメや漫画に詳しい友達から話を聞き、声優という職業を知った。いざ声優を始めてみると、他の声優と違って自分の声が可愛くなくて愕然として、その後も試行錯誤しているという。
最初に演じた攻略対象のキャラクターは、『フェチ3 裏の記憶』の天の鳥島のヒメ役。事前に先輩の収録を見学したが、技術が凄すぎて自分にはできないと思い、自身の収録では開き直ってとにかく大きな音を出した所、周囲から「爆音声優」とカテゴライズされてしまった。
初期は生徒会長など真面目なキャラを演じることが多く、作品はハードな陵辱系が多かった。自身の転機になった役としては、『HoneyComing』の天使のような女の子の前園・Clarissa・皐役と、『Sugar+Spice!』の「ヒョウデレ」（飄々としているのに好きになるとデレる）な深山藍衣（ミャンマー）役を挙げている。前者では「純愛ものを演じるチャンス」と思い、ハスキーな地声ではない「天使のような声」を勉強や練習を重ねて演じ、オーディションに合格した。後者ではユーザー参加型のオーディションが行われ、普通にやりたくないと考えて低い声で演じ、それが好評で合格。収録の際は高圧的なミャンマーの口調を出すため、椅子の上でだらっとした姿勢を取り、マイクをその位置に合わせて録音した。この両作品を経て、出演作が増えたという。
芸名は、自身が苺が好きだったため、苺の品種の「ももいちご」から取った。姓名判断で画数も良かったため、事務所に提出した所「売れなさそうな名前だ」と言われてしまったという。
ガチムチ系の男性が好きで、柚木かなめと共にパーソナリティを務める『星空へ架かるラジオ』でも公言している。

## 出演
太字は主役・メインキャラクター。

### ゲーム
2005年
- 悪戯0 -ZERO-（桃瀬 京香）
- 恋結 〜えんむすび〜（楓）
- 想ひ出坂R / 三坂物語（鈴木 秋子）
- _summer（女子生徒）
- 魂響〜たまゆら〜 / 魂響〜たまゆら〜 凌辱side（逢坂 紅）
- 背徳の学園 〜闇に捧げられた乙女たち〜（高見沢 優香）
- 柊坂の旧館R（佐山 亮子）
- フェチ3 表の記憶 / フェチ3 裏の記憶（伊予 二名媛、天之鳥島のヒメ）
- 不倫家族 〜誤利用は計画的に〜（立花 雪花）
- すくぅ〜る・らぶっ! 〜そよ風のハーモニー〜（小松原 亜衣理）
- MayQueen（小鳥）
- 呼びだし!さぶじぇくと 〜幼なじみ姉が保健医〜（松村 聖香）

2006年
- 愛玩隷嬢 〜Doll〜（鴻ノ池 亜衣）
- おキツネSummer 〜夏合宿・女の子付き〜（鯉川 理恵）
- 姉弟相続（佐竹 雪子）
- 外道勇者（クラウディア、ライラ）
- TACTICSBRID（ン・ラーラ）
- なるきす（エリカード＝ボルジア）
- BALDR BULLET "REVELLION"（ヨンハ）
- ヒトカタノオウシリーズ（ミズハ）
- ポリアニ 〜ポリゴンアニメ美少女〜（天満 澄絵）
- 魔法天使ミサキ2（柊 セツナ）
- 月ノ光 太陽ノ影（赤瀬 広美）
- CROSS FIRE（神威 玲鳴）

2007年
- Sugar+Spice!（深山 藍衣）
- 明日香 入店 〜クラブ・ロマンスへようこそ〜（毛利 明日香）
- シャッターチャンス・ラブ（二宮 光流）
- チアフル!（白樺 楓）
- テンタクルバスターズ 対未確認生物交渉係（黒姫 ほたる）
- 南国さく乳アイランド 〜妊娠させて!?乳搾り〜（ミモザ）
- 背徳の学園2 -闇を継ぐ者-（須藤 恭子）
- HoneyComing（前園・Clarissa・皐月）
- 炎の孕ませ同級生（習志野 勇美、宮前 未亜）
- 魔将の贄2（シャロン）
- 魔法戦士シンフォニックナイツ（霧沢 瑠々香）
- 見上げた空におちていく（椋木 優子）
- 牝トロ痴漢線 〜快楽嬢射案内〜（松原 結衣）
- 凌辱ゲリラ狩り3（エレーヌ・グレゴール）
- 巫女乙女洗脳調教（藤城 永華）

2008年
- 学園ペッツ2 〜プールサイドの飼育活動〜（遠藤 麻衣子）
- 催眠凌辱学園（宮内 百合音）
- さくらシュトラッセ（小野寺 早希）
- 真・恋姫†無双 〜乙女繚乱☆三国志演義〜（周泰）
- Sugar+Spice! Party☆Party（深山 藍衣）
- 孕ませて青龍君! 〜仁義なき女の闘い〜（白虎 秋葉）
- Volume7（浅瀬 茉莉）
- 聖奴隷女教師（本城 有希）
- 毎日がM!（小南 麻央）
- セイクリッドグラウンド（霧沢 瑠々香）
- 超外道勇者（クラウ）
- エターナル・キングダム〜滅びの魔女と伝説の剣〜（ディアドラ）
- ニセ教師（秋月 鏡花）
- ボクだけのナース（直江 由布）
- オト☆プリ 〜恋せよ!乙女王子様♪ドキドキウェディングベル〜（月野 桂）

2009年
- 母乳ナース 中出し天国!2（三島 よつば）
- 絶対★魔王 〜ボクの胸キュン学園サーガ〜（センシア・リンドルフ）
- ふわりコンプレックス（菜ノ花 透子）
- シスターまじっく!（ネリス）
- くる〜ず☆クルーズ 〜少女の10年とちいさな約束〜（佐原 桐子）
- フォルト!! （佐伯 藍）
- ホリゾーンの上 〜預言の書〜（シュクレ・オプトニール）
- 恋文ロマンチカ（秋月 桔梗）
- 姫×姫（北御門 静香）
- トロピカルKISS（日向 花火）
- 境界線の果て 〜ふたつの性別、ふたつの性格〜（村雨 夕陽）
- とらぶる@ヴァンパイア! 〜あの娘は俺のご主人さま〜（大神 天音）
- ひしょ×ひしょ（高部 涼風）
- 変態性癖強制催眠（藤代 ちさと）
- ナンパ生ハメ 中出し万歳（本庄 絵理香）
- 淫辱心療クラブ（早島 つばき）
- 学園ペッツ3〜精液まみれの図書館〜（遠藤 麻衣子）
- 狂イク指導2〜大和撫子増殖計画〜（真山 沙織）

2010年
- VESTIGE -刃に残るは君の面影-（姫）
- 林間島（水城 七瀬）
- 星空へ架かる橋（藤堂 こより）
- id［イド］ -Rebirth Session-（西園寺 鏡子）
- 翼をください (神宮司 雛子)
- ボクラはピアチェーレ (明日葉さくら）
- 廻り巡ればめぐるときっ!? (藤井由希）
- 処女はお姉さまに恋してる 2人のエルダー（仁科 衛里）
- 乙女恋心プリスター（リンゴ）
- 乙女恋心プリスターFANDISC 〜もっとHに恋せよ乙女!〜（リンゴ）
- 初恋サクラメント（ヒカリ）
- AngelRing 〜エンジェルリング〜（藤井 澄佳）
- くれよんちゅーりっぷ（鴇田 つばめ）
- ファミ魔!（央真レイカ）
- Tiny Dungeon 〜BLACK and WHITE〜（白川 紅）
- カスタムレイド4（メインヒロイン 性格A）
- Sugar+Spice2（天本 玲音、深山 藍衣）
- Knight Carnival!（アーサー）
- 真・恋姫†無双 〜萌将伝〜（周泰）
- Elle:PrieR 〜しあわせの欠片をさがして〜（門真 このみ）
- ナンパ生ハメ 中出し万歳3（稲田 美羽）
- 淫夢街 〜女勇者魔姦クエスト〜（ハンナ・ロンベルグ）
- ぴゅあらっ!（御手洗 スエリ）

2011年
- D-EVE in you（遊佐 祥子）
- Primary Step（奈瀬 あずみ）
- いじらレンタル〜エロあまおねえさんに貸し出されちゃった!!〜（綾部 皐月）
- SISTERS 〜夏の最後の日〜（神村 春香）
- ザ・面接〜内定欲しけりゃ 分かるだろ?〜（松浦 八千穂）
- 未来ノスタルジア（羽鳥 詩）
- シキガミ（平将門）
- ジンコウガクエン（凡）
- 妄想ぷろとこる!（天宮院 愛耶）
- どうして抱いてくれないのっ!? 〜女の子だってヤりたいの!〜（高天原 美鈴）
- ナンパ生ハメ 中出し万歳4（芝草 茉莉花）
- 現在もいつかもふぁるなルナ（一之瀬 心、一之瀬 みさき）
- 男痴妻〜オトコト、シマクル、オンナタチ〜（山科 良子）
- 妹選抜☆総選挙 〜365人の妹いちゃラブマニフェスト〜（橘 柊）
- 他の男の精液を流し込まれるわたし… 〜愛する彼女は先輩の肉棒を嬉しそうに咥え込む〜（樋口 美緒）

2012年
- 水月 弐 〜追憶〜（天羽日向）
- 星空へ架かる橋AA（藤堂 こより）
- 昏き祟りの森で（堀河 斎）
- Princess-Style（東雲 蛍）
- ドM男探偵がイク 勝手にイッたらオシオキよ!（野々市 すばる）
- 4畳半プリンセス（プルミエール）
- 紅蓮華 -ぐれんか-（相原 沙織）
- 初恋1/1（藤川 瑠奈）
- アオリオ（御木本 更紗）
- Dolphin Divers（小倉 みなも）
- ピュアガール（久千房 夜霧）
- 第2回妹選抜☆総選挙〜366人目の妹いちゃラブ後日談〜（橘 柊）
- 越えざるは紅い花（シャル）
- かみデレ（姫路 紗良）
- フォルト!!S〜新たなる恋敵〜（佐伯 藍）
- Re:birth colony -Lost azurite-（外から来た少女）
- 幻奏童話 ALICETALE（鞍上 友近）
- あなたの事を好きと言わせて（藤倉 由希乃）
- 黄昏の先にのぽる明日 -あっぷりけFanDisc-（椋木 優子）
- 戦極姫4〜争覇百計、花守る誓い〜（大谷吉継、長宗我部元親）

2013年
- 幻創のイデア〜Oratorio Phantasm Historia〜（九條 美月）
- ラヴレッシブ（兎束 みみ）
- みんな捧げちゃう（フィリス・フイッツジエラルド）
- 恋せよ!!妹番長（アフェランドラ/乃神 凰佳）
- ノスフェラトゥのオモチャ☆彡（ミーシャ）
- 魔導巧殻 〜闇の月女神は導国で詠う〜（ラクリール・セイクラス）
- BUNNYBLACK 3（スイセン）
- ChuSingura46+1 -忠臣蔵46+1-（早水 藤左衛門)
- ゆめいろアルエット!（橘 旭）
- ノブレスオブルージュ（アトス）
- 僕らの頭上に星空は廻る（笹津 沙梨）
- Timepiece Ensemble（鳥越 抄）

2014年
- MeltyMoment -メルティモーメント-（織恵 夕花）
- イノセントガール（綾代 かがり）
- 恋する姉妹の六重奏（社 まつり）
- ひこうき雲の向こう側（美汐 瑛莉）
- 恋愛まで選択肢ひとつ（椎名 ゆかり（偽名））
- Endless Dungeon（白川 紅）
- 銃騎士Cutie☆Bullet（優奈・ド・メデシス）
- 夏恋ハイプレッシャー（東雲 美咲）
- Love Sweets（一ノ瀬 結衣）
- レーシャル・マージ（モリー・ダウンズ）
- ひめごとユニオン もーっとH!（星守 七日）
- Knight Carnival! 〜After Party〜（''アーサー）
- ハーヴェストオーバーレイ（三神 リリア）
- 大催眠乱交学園（宮内 百合音）
- 武想少女隊ぶれいど☆ブライダーズ（天河 ほのか）
- 恋春アドレセンス（吉江 茉莉）
- ChuSingura 46+1 -忠臣蔵 46+1- 武士の鼓動 (A samurai's beat)（早水 藤左衛門）

2015年
- 学園舞闘のフォークロア（蜜門 双葉）
- ひめごとユニオン Last Secret（星守 七日）
- ラウテスアルタクス -Herrenlose Katze und Teehaus-（大神 睦月）
- 飼育×彼女（大湊 奈津子）
- 鯨神のティアスティラ（成海 真莉音）
- 戦極姫6〜天下覚醒、新月の煌き〜（長曾我部 元親、島津 歳久、稲富 祐直）
- 神のラプソディ（ニック）
- クロノクロック（ドロシー・ダヴェンポート）
- メイプルカラーズHHH〜クラス全員俺の嫁!〜（羽川 空）
- ソーサリージョーカーズ（アゲハ）
- 塔の下のエクセルキトゥス（シロ・アヴローラ）
- 真・恋姫†英雄譚 2 〜乙女艶乱☆三国志演義［魏］〜（周泰）
- 三極姫4〜天下繚乱 天命の恋絵巻〜（孫策伯符、徐庶元直）
- 姫様LOVEライフ!（ラティーファ）
- 剣聖機 アルファライド（フィグネリア）
- 真・恋姫†英雄譚 3 〜乙女艶乱☆三国志演義［呉］〜（周泰）
- ここから夏のイノセンス!（初姫 いろは）

2016年
- スクールオブファンタジア（藍田 鈴）
- ワールド・エレクション（メロウ＝アクリ）
- 王の耳には届かない!（コーリオ・アゲイト）
- 戦国†恋姫X ～乙女絢爛☆戦国絵巻～（森 小夜叉 長可）
- WIZARD LINKS（神代 蛍）
- 初恋サンカイメ（エミリア＝カリモフ）

2017年
- 不運と幸運と恋占いのタロット（星見 茜）
- 姫様LOVEライフ! -もーっと! イチャイチャ☆ぱらだいす!-（ラティーファ）
- 幕末尽忠報国烈士伝 -MIBURO-（秋月　悌次郎）

2018年
- 如月真綾の誘惑(お姉ちゃんの誘惑)（如月 真綾）
- 瞬旭のティルヒア 〜What a Beautiful Dawn〜（リコリス・B・グラバー）
- 君とつながる恋フラグ
- まおてん（逢魔我 カリン、シヴァ）
- みにくいモジカの子（許斐 鳴子）
- 宿星のガールフレンド（上泉 夕里、ブロードウェイ）
- 真・恋姫†夢想 -革命- 孫呉の血脈（周泰）
- 黒獣・改 〜気高き聖女は白濁に染まる〜（アリシア・アルクトゥールス）
- 乙女が結ぶ月夜の煌めき（篠森 涼花）
- 宿星のガールフレンド2（上泉 夕里）

2019年
- 乙女が結ぶ月夜の煌めき Fullmoon Days（篠森 涼花）
- ココロネ=ペンデュラム!（帯刀 千早）
- 宿星のガールフレンド3（上泉 夕里）
- レイルロアの略奪者（クイン・クライン）

2020年
- 恋する乙女と守護の楯 Re:boot The "SHIELD-9"（2020年 - 2021年、藤代凪紗）- 2作品
- 絶対女帝都市 ～叛逆の男・カムイ～（ブリュンヒルド）
- 宿星のガールフレンド 芙慈子編（上泉 夕里）
- メガスキ! ～彼女と僕の眼鏡事情～ 天羽遥香編（天羽 遥香）

2021年
- 我が姫君に栄冠を（ププイ・ミュミュ・ ガンヴァルース）
- 源平繚乱絵巻 -GIKEI- (大虎)
- ユキイロサイン（勿来 柊佳）
- 星織ユメミライ Perfect Edition（瀬川 夏希）
- コイヤスミ ～夕立に濡れた幼馴染み～（稲葉 兎咲）
- けもの道☆ガーリッシュスクエア（荒井 らすか）
- コイヤスミ ～彼女の肌に解ける粉雪～（稲葉 兎咲）

2022年
- 真・恋姫†英雄譚4 〜乙女耀乱☆三国志演義［呉］〜（周泰）
- 戦国†恋姫EX弐〜鬼の国、越前編〜（森 小夜叉 長可）

2023年
- けもの道☆ガーリッシュスクエア2（荒井 らすか）
- 彼方の人魚姫（赤江 知夏）

2024年
- おちんぎんは身体払い（上月 瑞流）
- シークレットラブ(仮)（相馬 沙耶香）

2025年
- 野々村病院の人々リメイク（伊藤 涼子）

### オンラインゲーム
- 星のガールズオデッセイ（アポロン）
- X-Overd～羅針盤の輝き～(パティ)
- スクールさーばんつ！(宝生沙羅）
- ふるーつふるきゅーと！R (クランベリー、ポーポー)
- 宝石姫 JEWEL PRINCESS（テンペストストーン、ネフライト、イエローカルサイト）
- あいりすミスティリア!〜少女のつむぐ夢の秘跡〜（フランチェスカ・フレインセニエ）[107]
- ソーサレス*アライヴ! 〜the World's End Fallen Star〜（学院長）

### コンシューマーゲーム
- ハーヴェストオーバーレイ（三神 リリア）
- AMBITIOUS MISSION（有瀬 幌子）
- けもの道☆ガーリッシュスクエア（荒井 らすか）

### CD
- Honey Coming オンリーワンCD 『Honey Coming First Impression』 ''CLAIR ism''（前園・Clarissa・皐）
- 仙獄学艶戦姫ノブナガッ!〜淫華繚乱、水着大戦!〜 限定版（明智〈沙耶〉光秀）
- お姉ちゃん抱っこシて（望月綾香）[108]
- ドラマCD「魔装学園H×H」（姫川ハユル）

### OVA
- 姉、ちゃんとしようよっ!（後輩A）
- 催眠凌辱学園（宮内 百合音）
- 魔法少女アイ参（アナウンサー）
- 姫奴隷 〜牝へと堕ちゆく双子の王女〜（ミレーユ）
- 炎の孕ませ同級生（宮野 美亜[109]、習志野 勇美）
- フォルト!!（佐伯 藍）
- 狂った教頭 断罪の学園 〜誕生編〜（沙々良誼 美沙緒）
- 孕ませて青龍君!（白虎 秋葉）[110]
- 黒獣〜気高き聖女は白濁に染まる〜 〜アリシア×プリム 奉仕国家抗い編〜（アリシア・アルクトゥース）[111]
- トロピカルKISS♡ 〜キュンっ♡となった花火はキレイでしょ？編（日向 花火）[112]

### ラジオ
※はインターネット配信。
- 星空へ架かるラジオ（2009年 - 2010年、音泉※）
- AXLラジオ「DolphinDivers」公立凪ノ海事訓練校放送部！（2012年、音泉※）
- AXL RADIO 王の耳には届かない バーレ村放送局!（2016年 - 2017年、音泉※）[113]
- 風音と桜川未央と桃井いちごの女子会ノリでラジオがしたい!（2017年 - 、音泉※）

## ディスコグラフィ

### キャラクターソング
| 発売日  | タイトル                                             | 名義                                           | 楽曲                     | タイアップ                                              |
| 2009年  | 2009年                                               | 2009年                                         | 2009年                   | 2009年                                                  |
| ------- | ---------------------------------------------------- | ---------------------------------------------- | ------------------------ | ------------------------------------------------------- |
| 6月12日 | 真・恋姫†無双 キャラクターソングCD Vol.3 孫権×周泰   | 孫権（風音）、周泰（桃井いちご）               | 「鏡花水月」             | PCゲーム『真・恋姫†無双 〜乙女繚乱☆三国志演義〜』関連曲 |
| 9月25日 | 真・恋姫†無双 キャラクターソングアルバム             | 周泰（桃井いちご）                             | 「鏡花水月〜周泰の章〜」 | PCゲーム『真・恋姫†無双 〜乙女繚乱☆三国志演義〜』関連曲 |
| 2012年  |                                                      |                                                |                          |                                                         |
| 8月10日 | 星空へ架かる橋/星空へ架かる橋AA Original Soundtracks | 藤宮詩（加賀ヒカル）、藤堂こより（桃井いちご） | 「乙女至上主義」         | PCゲーム『星空へ架かる橋』挿入歌                        |

#### 時期不明
- 「天使のくれたseason」（「HoneyComing」前園・Clarissa・皐 キャラクターソング） CD「HoneyComing オリジナルサウンドトラック&キャラクターソングアルバム」に収録
- 「空にいる」（「D-EVE in you」遊佐 祥子 キャラクターソング） CD「D-EVE in you キャラクターソングCD 遊佐祥子」に収録
- 「happy≧pain」（「かみデレ」挿入歌）